# IMessage
iMessage és un servei de missatgeria instantània desenvolupat per Apple Inc. Està sostingut per l'aplicació Messages present a iOS 5 i posterior i a OS X Mountain Lion i posterior.

## Història
iMessage va ser anunciat per Scott Forstall a la inauguració de WWDC 2011 el 6 de juny de 2011. Una versió de l'aplicació iOS Messages amb suport de iMessage va ser inclosa a l'actualització d'iOS 5 el 12 d'octubre de 2011.
El 16 de febrer de 2012, Apple va anunciar que una nova aplicació amb suport de iMessage, OS X Messages, substituiria iChat i esdevindria part de l'OS X Mountain Lion. Mountain Lion, amb Messages, va sortir el 25 de juliol de 2012.
El 23 d'octubre de 2012, el director general d'Apple Tim Cook va anunciar que els usuaris de dispositius Apple havien enviat 300 bilions de missatges utilitzant iMessage i, conseqüentment, Apple enviava una mitjana de 28,000 missatges per segon. El febrer de 2016, l'Eddy Cue va anunciar que el nombre d'iMessages enviats per segon havia crescut a 200,000.
El maig de 2014, es va presentar una demanda contra Apple a causa la impossibilitat que té un usuari que es canvia d'un dispositiu Apple a un dispositiu que no és Apple, de rebre missatges que són enviats per iMessage. El novembre del mateix any, Apple va abordar aquest problema proporcionant instruccions i una eina en línia per cancel·lar la subscripció a iMessage. Un tribunal federal va denegar la demanda a favor d'Apple.
El 21 de març de 2016, un grup d'investigadors de la Universitat Johns Hopkins va publicar un informe en el qual demostraven que un atacant en possessió dels missatges xifrats d'iMessage podria descodificar fotografies i vídeos enviats a partir d'aquesta plataforma. Els investigadors van publicar les seves troballes després de la vulnerabilitat que havia apedaçat Apple.
El 3 de maig del mateix any, un projecte anomenat "PieMessage" va ser anunciat, i consistia en proporcionar un codi per OS X que comuniqués amb iMessage i connectés amb els clients d'Android, permetent així als usuaris d'Android enviar i rebre missatges.
El 13 de juny Apple va anunciar l'addició d'Apps al servei de iMessage, accessible mitjançant les aplicacions Message de iOS i macOS (prèviament OS X). iMessage Apps, Message App, iMessage Service, Messages framework i App Store for iMessage estan disponibles a iOS 10 i macOS Sierra i posterior. Els editors de l'aplicació poden crear i compartir contingut, afegir adhesius, fer pagaments i altres serveis dins les converses sense haver de canviar d'aplicació. iMessage Apps es poden crear com aplicacions d'iMessage independents o també poden existir com una extensió d'altres aplicacions d'iOS existents. Segons l'analista tecnològic David Garrity a partir de 2017 hi ha 6,3 trilions d'iMessages enviats anualment, xifra que supera els 200.000 per segon.

## Prestacions
iMessage permet als usuaris enviar textos, documents, fotografies, vídeos, informació de contacte, i missatges en grup mitjançant Wi-Fi, accés a Internet des del telèfon mòbil, o altres formes d'accés a Internet, proporcionant així una alternativa als SMS/MMS convencionals a aquells usuaris amb dispositius iOS 5 o posterior.
iMessage és accessible des de l'aplicació Messages a iPhone, iPad o iPod touch que presentin la versió iOS 5 o posterior o bé en un Apple Macintosh amb OS X Mountain Lion o posterior. Els propietaris d'aquests dispositius poden registrar un correu electrònic o més amb Apple, i, addicionalment, els usuaris d'iPhone poden registrar els seus números de telèfon, sempre que el seu operador sigui compatible. Quan un missatge és enviat al número de telèfon, Messages detectarà amb Apple si el telèfon està configurat per iMessage. En cas negatiu, el missatge esdevindrà un SMS.
A Messages, els missatges enviats se situen a la part dreta de la pantalla, i les respostes d'altres persones al marge esquerre. Un usuari pot veure si l'altre usuari està escrivint un missatge gràcies als punts suspensius en gris que apareixen a la bombolles de text de l'altre usuari. També és possible iniciar una conversa en un dispositiu iOS i continuar-la en un altre. Les funcions específiques de iMessage només operen amb aparells que presenten iOS 5 o posterior o bé Mountain Lion o posterior, però a l'iPhone, Messages pot fer servir SMS per comunicar-se amb dispositius que no siguin d'iOS, o bé amb altres iPhones quan iMessage no estigui disponible. Als iPhones, els botons en verd i les bombolles de text indiquen una comunicació basada en SMS, en canvi, botons blaus i bomcolles de text indiquen una comunicació amb iMessage.
Tots els missatges d'iMessages són encriptats i poden ser rastrejats utilitzant els rebuts de lliurament. Si el destinatari habilita Read Receipts, el remitent podrà veure que el destinatari ha llegit el missatge. iMessage també permet als usuaris mantenir converses amb més de dues persones: un xat en grup.
Amb el llançament de l'iOS10, els usuaris poden enviar missatges acompanyats d'una gran varietat d'efectes visuals Mantenint premut el botó d'enviament, apareixeran tots els efectes disponibles que poden ser seleccionats i enviats al destinatari.
Si ambdós iPhones tenen iOS 5 o posterior i presenten connexió a internet a base de dates mòbils, iMessage enviarà els missatges utilitzant Internet enlloc de fer-ho a través de SMS/MMS. Això significa que si un usuari envia un missatge a un altre que tingui iOS 5, no hi haurà cap càrrega SMS/MMS associada amb aquest missatge. Només es tracta com una transferència de dades addicional.
L'opció "Envia com un SMS" provocarà que el missatge sigui enviat via SMS si el remitent no té connexió a Internet. Aquesta opció és independent de l'estat de connexió present en l'altre destinatari. Si aquest no té connexió a Internet, el missatge restarà al servidor fins que es restauri la connexió.
Segons el Sensor Tower, a partir de març del 2017, la iMessage App Store compta amb gairebé 5.000 aplicacions habilitades per Messages.

## Tecnologia
El protocol de iMessage està basat en l'Apple Push Notification Service (APNs), un protocol binari de propietat que estableix una connexió Keep-Alive amb els servidors d'Apple. Cada connexió té el seu propi codi, el qual actua com un identificador de ruta que hauria d'utilitzar per enviar un missatge a un dispositiu específic. La connexió està encriptada amb TLS fent servir un certificat proporcionat per part del client, que és demanat en el moment d'activació del iMessage.